# Forum (Guayaquil)
El Fórum es un edificio de estilo posmoderno ubicado en el centro de Guayaquil, Ecuador. Fue inaugurado en 1987 como un símbolo de modernidad y progreso urbano, pero con el paso del tiempo ha sido abandonado parcialmente, deteriorándose hasta convertirse en un referente del olvido institucional y un objeto de leyendas urbanas que lo describen como “maldito”.

## Historia
El edificio Fórum surgió en un contexto urbano y económico particular en Guayaquil durante las décadas de 1970 y 1980. En ese entonces, la ciudad experimentaba un auge económico relacionado con la modernización industrial y el crecimiento del comercio exterior, especialmente ligado al puerto de Guayaquil, uno de los principales del Pacífico sudamericano. Este crecimiento impulsó una fuerte demanda de infraestructura administrativa y comercial que reflejara la proyección internacional de la ciudad.
El Fórum fue concebido por inversionistas privados con la intención de ser un centro multifuncional que integrara oficinas corporativas, locales comerciales y espacios de entretenimiento, buscando responder a las necesidades de un Guayaquil que se globalizaba. El proyecto arquitectónico, a cargo de arquitectos locales influenciados por las corrientes internacionales del posmodernismo, buscó marcar un hito urbano que rompiera con el paisaje tradicional colonial y comercial del centro urbano.
Inaugurado en 1987, el Fórum rápidamente se consolidó como un símbolo de progreso y modernidad, incluyendo servicios innovadores para la época, como vigilancia privada, parqueaderos subterráneos y un restaurante-mirador que ofrecía una vista panorámica inédita de la ciudad y el Río Guayas. Durante los años siguientes, se convirtió en un punto de referencia en rutas turísticas, escolares y culturales, con visitas guiadas que resaltaban su diseño y su vista privilegiada. 
Sin embargo, a finales de los años 90 y principios del nuevo milenio, el edificio empezó a mostrar signos de declive. La crisis económica nacional y la falta de políticas claras de gestión urbana influyeron en la pérdida de inquilinos y el abandono progresivo de varios pisos. A esto se sumaron conflictos legales por la propiedad y escasa inversión en mantenimiento, factores que agravaron el deterioro. En términos sociales, la pérdida de importancia del Forum refleja también los cambios en la dinámica urbana de Guayaquil, con un desplazamiento del centro de negocios hacia otras zonas y el auge de proyectos inmobiliarios más modernos en sectores periféricos.

## Características
El edificio cuenta con aproximadamente 20 pisos y su diseño responde a las tendencias posmodernas de la época: fachada asimétrica, materiales de concreto expuesto, paneles de vidrio oscuro y una estructura angular poco convencional. Uno de sus elementos más distintivos es la cúpula superior que en su momento funcionó como mirador público y restaurante.

## Estado actual y amenazas
En la actualidad, el Fórum se encuentra en un estado crítico. Su abandono se ha traducido en daños estructurales visibles, tales como grietas en la fachada, filtraciones de agua que afectan el concreto armado y sistemas eléctricos y mecánicos obsoletos, lo que pone en riesgo la seguridad de quienes acceden a él, ya sea para tareas puntuales o exploraciones urbanas.
Desde el punto de vista técnico, expertos han alertado sobre la necesidad urgente de realizar estudios estructurales detallados para evaluar la integridad del edificio, especialmente considerando la vulnerabilidad sísmica de la región. El Fórum no cuenta con refuerzos antisísmicos modernos, ni ha sido objeto de procesos de rehabilitación o mantenimiento integral desde hace más de dos décadas.
Además, la ausencia de control y vigilancia ha propiciado la ocupación informal y actos vandálicos que incrementan el riesgo de incendios y colapsos parciales. Ambientalmente, la acumulación de desechos y la humedad han creado focos de proliferación de hongos y plagas, lo que afecta la salud pública.
Políticamente, el abandono del Fórum ejemplifica las deficiencias en la gestión del patrimonio urbano de Guayaquil. La falta de políticas claras para la recuperación de inmuebles históricos o emblemáticos refleja una agenda urbana que prioriza nuevas construcciones sobre la rehabilitación, lo que lleva a la pérdida de identidad y memoria colectiva. Diversos colectivos y expertos han exigido planes de intervención pública-privada, pero hasta ahora las respuestas han sido insuficientes.

## En la cultura popular
Fórum ha sido protagonista de numerosas historias que han alimentado su reputación de “edificio maldito”. Se le atribuyen múltiples suicidios desde sus pisos superiores, en especial desde su cúpula mirador. Estos hechos, algunos documentados en medios de prensa, han contribuido a un imaginario colectivo en el que el edificio es percibido como un lugar siniestro o cargado de energías negativas.
Además, existen numerosos testimonios en blogs y redes sociales sobre supuestos avistamientos paranormales en los pisos abandonados. Algunos vecinos relatan haber escuchado gritos o sonidos inexplicables durante la noche, mientras que otros aseguran haber visto figuras humanas en ventanas que no deberían estar habitadas.
Estas leyendas urbanas se han consolidado al punto de que Fórum ha sido incluido en listas informales de los edificios “más tétricos” de la ciudad, junto con otras estructuras abandonadas. Su imagen se ha vuelto un símbolo de decadencia urbana, pero también de fascinación por lo desconocido.

## Importancia arquitectónica
A pesar de su deterioro, el Fórum constituye un ejemplo relevante de la arquitectura moderna de Guayaquil en las décadas finales del siglo XX. Como explica el investigador Miguel Rojas en su análisis sobre la arquitectura guayaquileña entre 1972 y 1992, el edificio refleja una intención de romper con la tradición colonial y apostar por un lenguaje visual más audaz, acorde con los ideales de progreso de la época.
El Fórum se inscribe dentro del movimiento posmoderno arquitectónico que buscaba una mayor expresividad formal, uso libre de geometrías y ruptura con las convenciones del racionalismo. Su volumetría irregular, el tratamiento escultórico de la fachada y la incorporación de una cúpula mirador son elementos que lo distinguen como un caso atípico en la arquitectura comercial ecuatoriana de su tiempo. También se considera una manifestación del deseo de la ciudad por proyectar una imagen de modernidad, globalización y apertura económica.
Además, su localización estratégica, entre calles de alto flujo vehicular y zonas históricas del centro de Guayaquil, lo convirtió en un referente urbano durante décadas. En este sentido, el Fórum no solo fue una obra arquitectónica, sino también un hito simbólico del imaginario urbano guayaquileño.
En su momento fue uno de los edificios más altos del Ecuador, apareciendo en listados de torres emblemáticas junto a otros proyectos ambiciosos como el Hotel Oro Verde y el Edificio La Previsora.